# Jake Atz
John Jacob Atz (Washington D.C., 1 juli 1879 - New Orleans, 22 mei 1945) was een Amerikaans honkballer.

## Profiel
Atz werd geboren als Jacob Henry Zimmerman en was de tweede honkman voor de Minnesota Twins rond 1902 en later van 1907 tot 1909 voor de Chicago White Sox waar hij uitkwam in de Major League. Hij was ook een succesvolle coach en manager voor diverse clubs uit de Minor League in de jaren twintig van de twintigste eeuw en won tussen 1919 en 1925 als coach en manager van de Fort Worth Panters het kampioenschap van de Texas League.

## Honkballoopbaan
Atz was een van de eerste Joodse honkballers in de Major League. Aan het begin van zijn carrière veranderde hij zijn naam van Zimmerman naar Atz. Hij speelde toentertijd voor een team dat de gewoonte had de spelers in alfabetische orde uit te betalen. Op een van de betaaldagen was het beschikbare geld op voordat iedereen betaald was. Om te voorkomen dat dit hem nog een keer zou overkomen met een naam die met een Z begon besloot hij zijn naam te wijzigen een korte die begon met de A en eindigde met de Z. Atz begon zijn loopbaan in de Minor Leagues bij Raleigh in North Carolina in 1901. Hierna werd hij aangekocht door de New Orleans Pelicans. Op 24 september 1902 maakt Atz zijn debuut in de Major League voor de Washington Senators. Tijdens deze wedstrijd behaalde hij een slag, sloeg een run en stond tijdens twee innings in het veld succesvol op het tweede honk zonder veldfouten. Hij kwam dat seizoen in drie wedstrijden uit voor de Senators en werd hierna weer teruggeplaatst naar de Minor League. Het zou tot 1907 duren voordat hij er weer in zou slagen om terug te keren op het hoogste niveau. In de tussenliggende jaren speelde hij bij Albany en Troy in New York, Memphis in Tennessee, Portland in Oregon en in New Orleans bij de Pelicans. In 1907 werd zijn contract bij die laatste club overgenomen door Chicago White Sox. Hij kwam in de jaren 1909, 1908 en 1909 uit als tweede honkman voor de Sox. Zijn slaggemiddelden waren respectievelijk .125, .194 en .236. In vier seizoenen in de Major League kwam hij in 209 wedstrijden uit, kwam daarin 605 maal aan slag waarvan hij 132 honkslagen sloeg, 64 runs, 132 hits, 21 tweehonkslagen, 3 driehonkslagen, 49 mensen binnensloeg, 23 honken stal en 69 vrije lopen had. Zijn slaggemiddelde was .218, en hij sloeg 33 opofferingsslagen.

## Manager
De eerste baan als manager van een honkbalteam was voor de Providence Grays die uitkwamen in de East League in 1911. Hij faalde jammerlijk want zijn team verloor 69 van de 108 wedstrijden met een gemiddelde van .361. Drie jaar later in 1914 nam hij de Panters uit Fort Worth in Texas over. Dit team behaalde winst in de eerste dertien seizoenen. Gedurende hun winning streak van zeven jaar de kampioenschappen in de Texaanse League winnen behaalden ze meer dan 100 gewonnen wedstrijden per seizoen in vijf jaren. In 1926 werden ze slechts derde in de competitie en zouden niet meer winnen tot 1939 onder een nieuwe coach. Het record van Atz in de Minor League als manager en coach gedurende meer dan 27 seizoenen totaal was 1972 gewonnen wedstrijden, 1619 verloren wedstrijden wat uitkwam op een gemiddelde van .549, nog steeds een van de hoogste winstpercentages tot vandaag de dag in de Minor League. Zijn laatste baan als manager was bij de club Winston-Salem die uitkwam in de Piedmont League. Hier was hij de coach en manager van de jonge Mickey Rutner die Atz beschreef als a great Kibitzer and a very nice man.

## Personalia
Atz trouwde op 7 januari 1907 met Doris Kalman. Samen met haar kreeg hij twee kinderen, een zoon en een dochter. Atz overleed in New Orleans in Louisiana op de leeftijd van vijfenzestig jaar aan de gevolgen van pancreaskanker. Op 31 december 1963 werd Atz opgenomen in de Texas Sports Hall of Fame in Waco.